# Мінський трамвай
Мінський трамвай (біл. Менскі трамвай) — система електричного трамвая в місті Мінськ, що відкрита 13 жовтня 1929 року. У різні часи в системі експлуатувалися вагони виробництва заводів Tatra, ПТМЗ, РВЗ, а також німецькі вагони GT8M і вагони білоруського виробництва: АКСМ-1М, АКСМ-743, АКСМ-843 і АКСМ-60102. Трамваєм забезпечується близько 5 % перевезень громадським транспортом у місті. У всіх трамваях встановлені спеціальні електронні компостери для оплати проїзду.

## Маршрути
| Діючі маршрути                                                 | Діючі маршрути                                | Діючі маршрути | Діючі маршрути        |
| №                                                              | Кінцеві пункти                                | Траса проходження | Режим роботи          |
| -------------------------------------------------------------- | --------------------------------------------- | --- | --------------------- |
| 1                                                              | ДС «Зелений Луг» — ДП «Площа Мясникова»       | Логойський тракт, вул. Якуба Коласа, вул. Червона, просп. Машерова, вул. Козлова, вул. Змітрока Бядули, вул. Першотравнева, вул. Ульяновська, вул. Бобруйська | Щоденно               |
| 2                                                              | РК «Вулиця Жовтнева» — ДП «Площа Мясникова»   | вул. Жовтнева, вул. Ульяновська, вул. Бобруйська | У будні, в години пік |
| 3                                                              | ДС «Серебрянка» — ДС «Озеро»                  | вул. Якубова, вул. Плеханова, вул. Долгобродська, вул. Козлова, просп. Машерова, вул. Даумана, Старовіленська тракт                                           | Щоденно               |
| 4                                                              | ДС «Озеро» — ДП «Площа Мясникова»             | Старовіленська тракт, вул. Даумана, просп. Машерова, вул. Козлова, вул. Змітрока Бядули, вул. Першотравнева, вул. Ульяновська, вул. Бобруйська                | Щоденно               |
| 5                                                              | ДС «Озеро» — ДС «Зелений Луг»                 | Старовіленська тракт, вул. Даумана, просп. Машерова, вул. Червона, вул. Якуба Коласа, Логойський тракт                                                        | Щоденно               |
| 6                                                              | ДС «Зелений Луг» — ДС «Серебрянка»            | Логойський тракт, вул. Якуба Коласа, вул. Червона, вул. Козлова, вул. Долгобродська, вул. Плеханова, вул. Якубова                                             | Щоденно               |
| 7                                                              | ДС «Серебрянка» — ДП «Площа Мясникова»        | вул. Якубова, вул. Плеханова, вул. Долгобродська, вул. Козлова, вул. Чапаєва, вул. Першотравнева, вул. Ульяновська, вул. Бобруйська                           | Щоденно               |
| 8                                                              | ДС Серебрянка — Вулиця Волгоградська          | вул. Якуба Коласа, вул. Червона, вул. Козлова, вул. Долгобродська, вул. Плеханова, вул. Якубова                                                               | У будні               |
| 9                                                              | РК «Тракторний завод» — ДС «Серебрянка»       | вул. Якубова, вул. Плеханова, вул. Долгобродская | Закритий              |
| 10                                                             | ДС «Озеро» — РК «Ст. метро Площа Перемоги»    | Старовиленский тракт, ул. Даумана, просп. Машерова, ул. Козлова, ул. Змитрока Бядули                                                                          | Закритий              |
| 11                                                             | ДС «Зелений Луг» — РК «Ст. м. Площа Перемоги» | Логойський тракт, вул. Якуба Коласа, вул. Червона, просп. Машерова, вул. Козлова                                                                              | У будні, в години пік |
| Джерела: ГП «Минсктранс» [Архівовано 19 лютого 2012 у WebCite] |                                               | |                       |

### Кінцеві станції та розворотні кола

#### ДС «Зелений Луг»
На ДС дві основні колії, колія для відстою рухомого складу (з оглядовою ямою) і запасна колія. Посадка і висадка проводиться на одній зупинці, перед будівлею ДС, на південній стороні кільця.
Маршрути № 1, 5, 6, 11

#### ДС «Озеро»
Двоколійне кільце. Посадка і висадка перед виїздом з кільця. Один з колій обладнана оглядовою ямою.
Маршрути № 3, 4, 5.

#### ДС «Серебрянка»
Трьохколійне кільце. Нещодавно закінчена реконструкція.
Маршрути № 3, 6, 7, 8.

#### ДП «Площа Мясникова»

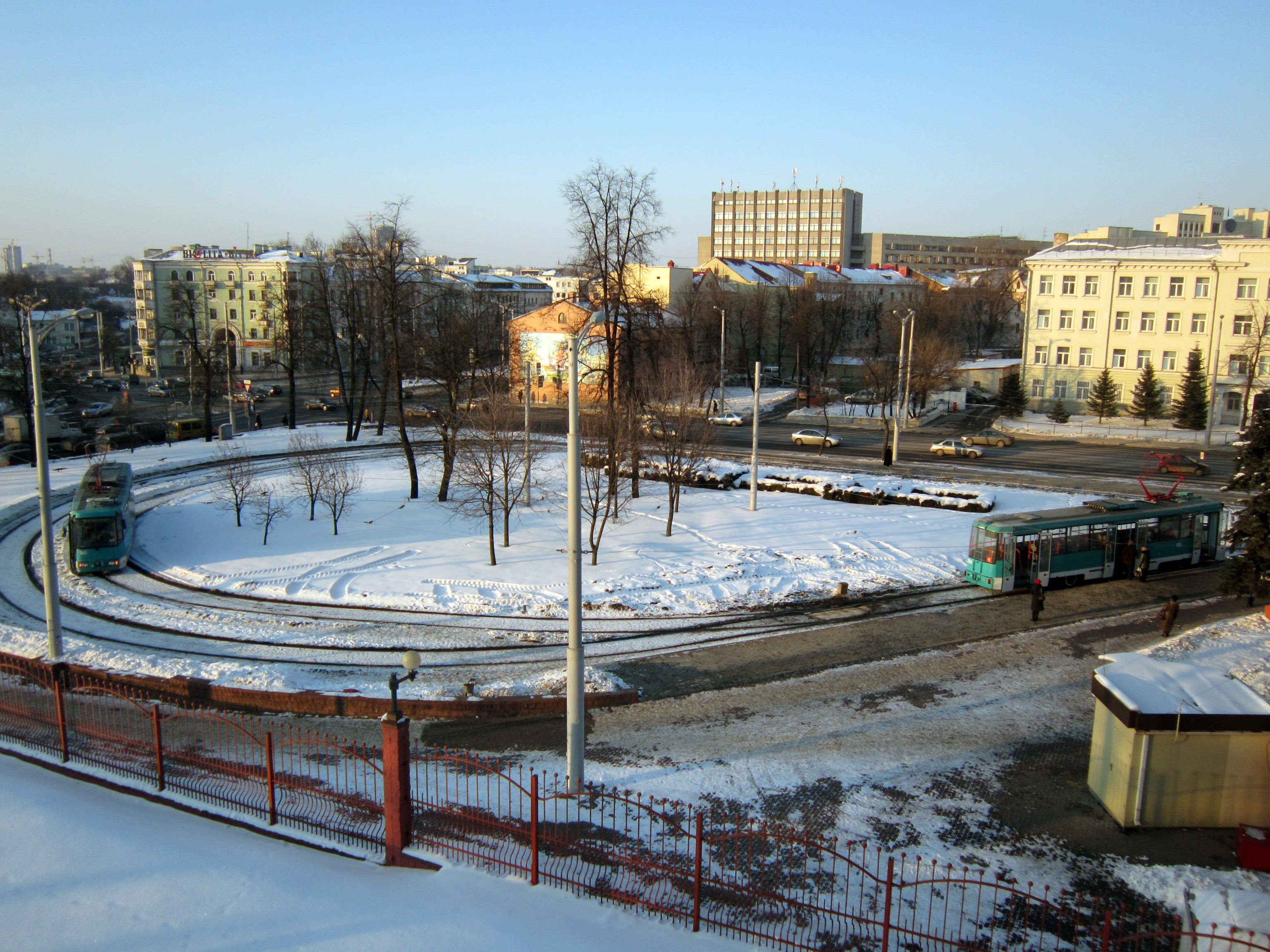
Диспетчерський пункт «Мясникова»

Двоколійне кільце. Висадка — відразу після заїзду на кільце на східній стороні. Посадка — перед виїздом з кільця, на західній стороні, у будівлі ДП.
Маршрути № 1, 2, 4, 7.

#### РК «Жовтнева»
Двоколійне кільце. Посадка і висадка по вулиці Жовтневій. На самому кільці пасажирського руху немає.
Маршрут № 2

#### РК «Волгоградська»
Одноколійне кільце. Посадка і висадка перед виїздом з кільця.
Маршрут № 8

#### РК «Тракторний завод»
Двоколійне кільце. Посадка і висадка на зупинці перед виїздом з кільця. У регулярному маршрутному русі не використовується. Під час реконструкції трамвайних колій у 2009 році була кінцевої для маршруту № 9 ДС «Серебрянка» — РК «Тракторний завод», яке закрите після реконструкції.

#### Поворотний трикутник «Рокоссовського»
Тимчасовий поворотний трикутник побудований влітку 2011 року на перетині проспекту Рокоссовського і вул. Плеханова на час будівництва підземного пішохідного переходу та реконструкції трамвайної лінії по вул. Плеханова і Якубова. Використовувався для розвороту трамвайних маршрутів № 3, 6 і 7. Демонтований на початку серпня 2012 року.

## Вартість проїзду
| Динаміка вартості проїзду | Динаміка вартості проїзду       | Динаміка вартості проїзду |
| Дата встановлення тарифу  | Вартість в кіоску / у водія, Br | Примітка                  |
| ------------------------- | ------------------------------- | ------------------------- |
| 04.08.2011                | 900 / 950                       |                           |
| 12.09.2011                | 950 / 1000                      |                           |
| 01.11.2011                | 1300 / 1350                     |                           |
| 05.04.2012                | 1500 / 1550                     |                           |
| 15.12.2016                | 0,55 / 0,60                     | [ 1 ]                     |
| 01.11.2017                | 0,65 / 0,70                     |                           |
| 15.12.2019                | 0,70 / 0,80                     | [ 2 ] [ 3 ]               |

## Рухомий склад
Станом на 1 січня 2020 року у мінському трамвайному парку наступні моделі трамвайних вагонів:
| Діючий рухомий склад    |            |                |                                               | | |  |  |  |  |  |  |
|                         | Тип моделі | Кількість      | Початок експлуатації                          | Коментар | Коментар |  |  |  |  |  |  |
|                         | БКМ-60102  | 131            | 2001                                          | | |  |  |  |  |  |  |
| БКМ-843                 | 5          | 2009           |                                               | | |  |  |  |  |  |  |
| АКСМ-1М                 | 2          | 2000           |                                               | | |  |  |  |  |  |  |
| БКМ-743                 | 1          | 2002           | Експериментальний зразок в єдиному екземплярі | Експериментальний зразок в єдиному екземплярі | |  |  |  |  |  |  |
|                         |            |                |                                               | | |  |  |  |  |  |  |
| Музейний рухомий склад  |            |                |                                               | | |  |  |  |  |  |  |
|                         | Тип моделі | Рік випуску    | Закінчення експлуатації                       | Бортовий номер | Коментар |  |  |  |  |  |  |
|                         | ЛМ-49      | липень 1959    | 1979                                          | 235 | Разом з причепом ЛП-49 подарований Мінську Ленінградом. Нині у неходовому стані знаходиться на території трамвайного депо і використовується як вагон-музей |  |  |  |  |  |  |
| DWM GT8M                | 1969       | 2009           | 180                                           | У 2002 році на КУП «Мінськтранс» були досягнуті домовленості про безоплатну передачу кількох вагонів з Карлсруе у Мінськ. Спочатку планувалася передача 100 трамваїв, але згодом білоруська сторона вирішила відмовитися від 90 трамваїв отримавши у своє розпорядження тільки 10 вагонів | |  |  |  |  |  |  |
| РВЗ-6М2                 | 1975       | 2008           | 420, 432                                      | | |  |  |  |  |  |  |
| Tatra T6B5              | 1991       | 2009           | 001                                           | Під час експлуатації курсував під № 013, реальний № 001 списаний у 2009 році | |  |  |  |  |  |  |
|                         |            |                |                                               | | |  |  |  |  |  |  |
| Списаний рухомий склад  |            |                |                                               | | |  |  |  |  |  |  |
|                         | Тип моделі | Кількість, шт. | Початок експлуатації першого вагона           | Закінчення експлуатації останнього вагона | Коментар |  |  |  |  |  |  |
|                         | Х          | >15            | 1930-ті                                       | 1965 | |  |  |  |  |  |  |
| М                       | 5          | 1930-ті        | 1965                                          | Причіпний до Х | |  |  |  |  |  |  |
| Ф                       | >8         | 1945           | 1964                                          | | |  |  |  |  |  |  |
| КМ                      |            | 1945           | 1965                                          | | |  |  |  |  |  |  |
| КП                      |            | 1945           | 1960-ті                                       | Прицічпний до КМ | |  |  |  |  |  |  |
| МС-1                    | 2          | 1940-ві        | 1950-ті                                       | Обидва вагони були модернізовані | |  |  |  |  |  |  |
| ПВ                      | >1         | 1940-ві        | 1950-ті                                       | Причіпний вагон до МВ, але так як у Мінську таких вагонів не було, то приєднувався до інших вагонів. | |  |  |  |  |  |  |
| КТМ-1                   | >38        | 1947           | 1974                                          | | |  |  |  |  |  |  |
| КТП-1                   | >39        | 1947           | 1974                                          | Причіпний до КТМ-1 | |  |  |  |  |  |  |
| МТВ-82                  | 46         | 1950-ті        | 1981                                          | | |  |  |  |  |  |  |
| ЛП-49                   | 1          | 1959           | 1973                                          | Причіпний до ЛМ-49 | |  |  |  |  |  |  |
| КТМ-2                   | >32        | 1964           | 1970-ті                                       | | |  |  |  |  |  |  |
| КТП-2                   | >32        | 1964           | 1970-ті                                       | Причіпний док КТМ-2 | |  |  |  |  |  |  |
| КТВ-55                  | 1          | 1960-ті        | 1979                                          | | |  |  |  |  |  |  |
| КТП-55                  | 1          | 1960-ті        | 1979                                          | Причіпний до КТВ-55 | |  |  |  |  |  |  |
| РВЗ-6                   | 13         | 1966           | 2008                                          | | |  |  |  |  |  |  |
| РВЗ-6М                  | 56         | 1966           | 2008                                          | | |  |  |  |  |  |  |
| РВЗ-6М2                 | 200        | 1975           | 2008                                          | 15 з них були переобладнані у РВЗ-ДЕМЗ, 1 — у мережевимірювач, 3 — музейні музее | |  |  |  |  |  |  |
| Tatra T6B5              | 23         | 1991           | 2012                                          | З них 6 продані у Єкатеринбург, 4 — у Нижній Новгород та 3 — у Самару | |  |  |  |  |  |  |
| КТМ 71-608К             | 1          | 1994           | 2009                                          | Переобладнаний у вагон-хопер-дозатор | |  |  |  |  |  |  |
| РВЗ-ДЕМЗ                | 14         | 1999           | 2008                                          | Ще один був відправлений у музей, але пізніше переобладнаний у вагон-платформу з підйомним краном | |  |  |  |  |  |  |
| АКСМ-1М                 | 1          | 2000           |                                               | | |  |  |  |  |  |  |
| DWM GT8M                | 9          | 2002           | 2009                                          | | |  |  |  |  |  |  |
|                         |            |                |                                               | | |  |  |  |  |  |  |
| Службовий рухомий склад |            |                |                                               | | |  |  |  |  |  |  |
|                         | Тип моделі | Кількість, шт. | Початок експлуатації                          | Закінчення експлуатації | Коментар |  |  |  |  |  |  |
|                         | Tatra T6B5 | 1              | 2011                                          | 2012 | Вагон жолобоочистник |  |  |  |  |  |  |
| ВТК-09Д                 | 1          | 2009           | 2009                                          | Вагон хопер-дозатор з Мозиря. Працював під час реконструкції лінії по проспекту Машерова | |  |  |  |  |  |  |
| ГС-4                    | 3          | 1978           |                                               | Шітковий снігоочисник | |  |  |  |  |  |  |
| КТМ 71-608К             | 1          | 2009           |                                               | Вагон-хоппер-дозатор, переобладнаний з пасажирського вагона | |  |  |  |  |  |  |
| НТТРЗ                   | 1          | 1987           | 2000-ні                                       | Вагон-мережевимірювач на базі РВЗ-6М2 | |  |  |  |  |  |  |
| РШМв-1                  | 1          | 1998           |                                               | Вагон-рельсошлифовальщик на базі 71-605 | |  |  |  |  |  |  |
| МПРП                    | 1          | 2009           |                                               | Машина колійна ремонтна підбійна | |  |  |  |  |  |  |
| ВТК-24                  | 1          |                |                                               | Вихровий снігочисник | |  |  |  |  |  |  |
| РВЗ-ДЕМЗ                | 1          | 2009           |                                               | Вагон з крановою платформою. Раніше музейний — № 385, ще раніше — пасажирський № 382. | |  |  |  |  |  |  |
| РВЗ-6М2                 | 2          | 2003           |                                               | 1 — вагон мережевимірювач, що переобладнаний з пасажирского вагона; призначення другого — невідомо | |  |  |  |  |  |  |
|                         |            |                |                                               | | |  |  |  |  |  |  |